# Meragisa arenosa
Meragisa arenosa är en fjärilsart som beskrevs av William Schaus 1906. Meragisa arenosa ingår i släktet Meragisa och familjen tandspinnare. Inga underarter finns listade i Catalogue of Life.